# Райсен (округ)
Райсен (хинди रायसेन जिला; англ. Raisen) — округ в индийском штате Мадхья-Прадеш. Административный центр — город Райсен.

## История
Образован 5 мая 1950 года.

## География
Площадь округа — 8466 км².

## Население
По данным всеиндийской переписи 2001 года население округа составляло 1 125 154 человека. Уровень грамотности взрослого населения составлял 72,2 %, что выше среднеиндийского уровня (59,5 %). Доля городского населения составляла 18,4 %.

## Достопримечательности
На территории района Райсен находится аналог Великой китайской стены длиной более 80 км. Построена она была между X и XI веками в период правления царей династии Парамара (en:Paramara dynasty) для обеспечения безопасности государства. Стена имеет высоту от 15 до 18 футов и ширину от 10 до 15 футов.